# Batalla de Tulancingo
La Batalla de Tulancingo fue una acción militar durante la Rebelión de Nicolás Bravo efectuada el 6 de enero de 1828, en la localidad de Tulancingo, en el estado de Hidalgo durante la revolución a favor del Plan de Montaño y luego de Tulancingo con el fin de poner fin de evitar los avances que tenía el Partido Escocés .

## Antecedentes
A diferencia de José Antonio Facio, Francisco Antonio Berdejo y Pedro Landero, Bravo marchó a Tulancingo, lugar muy débil como punto militar, en vez de emprender su marcha hacia el sur, donde contaba con numerosas simpatías y con puntos más estratégicos para enfrentar mejor la resistencia. 
A su llegada, con una fuerza de unos mil hombres, se dispuso a parapetarse, esperando a Vicente Guerrero que en poco más de un día podía llegar a enfrentarlo, como efectivamente sucedió, sin darle tiempo a Bravo para defenderse, librándose la Batalla de Tulancingo. 

## Batalla
Bravo, creyendo que su estancia en Tulancingo daría tiempo a los sublevados en la capital y los Estados a pronunciarse en el mismo sentido; y que el gobierno, viéndose amenazado por varios puntos retiraría las fuerzas que fueron destinadas a sitiarlo para llevarlas a proteger la capital decidió perpetrarse en la ciudad. 
Tulancingo fue atacada el 6 de enero de 1828 y luego de una muy débil resistencia en el que el número de muertos no pasó de cinco a seis y el de heridos a otros tantos según Zavala, fueron hechos prisioneros todos los jefes de la rebelión.
El general Antonio López de Santa Anna, que había ido al campo de batalla al lado de Vicente Guerrero, sirvió activamente por obligación y al saber que las fuerzas del gobierno eran más numerosas a las sublevadas en esta acción contra los facciosos, aunque evidentemente Santa Anna se había adherido al plan. 
Los generales Miguel Barragán, Francisco Antonio Berdejo, Nicolás Bravo y José Gabriel de Armijo corrieron con la misma suerte.

## Desenlace
Barragán había salido huyendo de Jalapa, y en vez de dirigirse a Veracruz, a un punto más fortificado como el Castillo de San Juan de Ulúa se refugió en una hacienda apenas con unos cuantos nacionales, en donde fue hecho prisionero sin resistencia. Todos fueron juzgados en la capital, Bravo y Barragán salieron desde Acapulco a su destierro con dirección a Guayaquil, a pesar de que el Congreso les había destinado Chile. Armijo, por su parte, tuvo que quedarse en México por causa de una enfermedad avanzada. Los pocos oficiales heridos de la acción de Tulancingo permanecieron en México sin pena alguna.